# V Sínodo de Santiago de Chile
El V Sínodo Diocesano de Santiago de Chile —referido como la Chilens por Manuel de Alday y Aspée en el VI Sínodo de 1763— fue una reunión convocada por el obispo de Santiago Fray Bernardo Carrasco y Saavedra el 14 de enero de 1688 e iniciada el 18 de enero del mismo año, y tuvo como objetivo el estudio de la situación religiosa y moral de la diócesis adoptando diversos acuerdos relacionados con esta. Se le considera como un referente de importancia para el estudio de la sociedad en Santiago de Chile de los siglos XVII y XVIII, así como uno de los textos sinodales más significativos de dicha diócesis durante la época de la colonia.
Este sínodo, constituye una de las seis reuniones de dichas características celebradas en Santiago durante la dominación española, y considera 116 constituciones en 4 capítulos; además, es en esta reunión donde se renovó la vigencia del I, II y IV Sínodos en su prefación y principio de la sínodo, por lo que es una de las principales fuentes de aquellas reuniones.
Su texto ejerció influencia en varias reuniones sinodales posteriores, entre las que estuvieron el VI Sínodo de Santiago presidido por el obispo Manuel de Alday y Aspee y el IV Sínodo de Concepción de 1744 convocado por Pedro Felipe de Azúa e Iturgoyen.
Además, fue el primer cuerpo normativo eclesiástico que definió las disposiciones reglamentarias de la figura de los «fiscales» —institución laical aún vigente solo en el archipiélago de Chiloé con el mismo título—; particularmente, en el Capítulo IV «de los parrochos, y curas de almas» constitución V y en el Capítulo IX «de los indios y sus encomenderos» constituciones I y VII.